# Australia la Jocurile Olimpice de vară din 2016
Australia a participat la Jocurile Olimpice de vară din 2016 de la Rio de Janeiro în perioada 5 – 21 august 2016, cu o delegație de 421 de sportivi, care a concurat în 26 de sporturi. Șeful misiunii olimpice, Kitty Chiller, stabilise ca obiectiv obținerea a 15 sau 16 medalii de aur, adică dublul numărului de medalii de aur obținute la Londra 2012, pentru a se clasa printre primii cinci țări în clasamentul pe medalii. Cu un total de 29 de medalii, inclusiv 8 de aur, Australia s-a aflat pe locul 10 în clasamentul final, rezultat care a fost considerat dezamăgitor și fără strălucire.

## Participanți
Delegația australiană a cuprins 421 de sportivi: 208 bărbați și 213 femei. Rezervele la fotbal, handbal, hochei pe iarbă și scrimă nu sunt incluse.
| Sport            | Masculin | Feminin | Total |
| ---------------- | -------- | ------- | ----- |
| Atletism         | 29       | 30      | 59    |
| Badminton        | 3        | 2       | 5     |
| Baschet          | 12       | 12      | 24    |
| Box              | 2        | 1       | 3     |
| Caiac canoe      | 12       | 4       | 16    |
| Canotaj          | 13       | 16      | 29    |
| Ciclism          | 17       | 14      | 31    |
| Echitație        | 7        | 5       | 12    |
| Fotbal           | 0        | 18      | 18    |
| Gimnastică       | 1        | 2       | 3     |
| Golf             | 2        | 2       | 4     |
| Haltere          | 1        | 1       | 2     |
| Handbal          | 14       | 14      | 28    |
| Hochei pe iarbă  | 16       | 16      | 32    |
| Înot sincron     | —        | 9       | 9     |
| Judo             | 4        | 3       | 7     |
| Lupte            | 3        | 0       | 3     |
| Natație          | 19       | 20      | 39    |
| Navigație        | 7        | 4       | 11    |
| Pentatlon modern | 1        | 1       | 2     |
| Polo pe apă      | 13       | 13      | 26    |
| Rugby în VII     | 13       | 12      | 25    |
| Tir              | 12       | 6       | 18    |
| Sărituri în apă  | 2        | 1       | 3     |
| Taekwondo        | 2        | 2       | 4     |
| Tenis            | 6        | 4       | 10    |
| Tenis de masă    | 3        | 3       | 6     |
| Tir cu arcul     | 3        | 1       | 4     |
| Triatlon         | 3        | 3       | 6     |
| Volei            | 0        | 4       | 4     |
| Total            | 208      | 213     | 421   |

## Medalii

### Medaliați
| Medalie | Nume | Sport            | Probă                          | Dată      |
| ------- | --- | ---------------- | ------------------------------ | --------- |
| Aur     | Mack Horton | Natație          | 400 m liber masculin           | 6 august  |
| Aur     | Bronte Campbell Cate Campbell Brittany Elmslie Emma McKeon Madison Wilson* | Natație          | 4×100 m liber feminin          | 6 august  |
| Aur     | Catherine Skinner | Tir              | Trap feminin                   | 7 august  |
| Aur     | Echipa națională Nicole Beck Charlotte Caslick Emilee Cherry Chloe Dalton Gemma Etheridge Ellia Green Shannon Parry Evania Pelite Alicia Quirk Emma Tonegato Amy Turner Sharni Williams} | Rugby în VII     | Turneul feminin                | 8 august  |
| Aur     | Kyle Chalmers | Natație          | 100 m liber masculin           | 10 august |
| Aur     | Kim Brennan | Canotaj          | Simplu vâsle (1×)              | 13 august |
| Aur     | Tom Burton | Navigație        | Laser masculin                 | 16 august |
| Aur     | Chloe Esposito | Pentatlon modern | Turneul feminin                | 19 august |
| Argint  | Madeline Groves | Natație          | 200 m fluture feminin          | 10 august |
| Argint  | Jessica Ashwood* Bronte Barratt Tamsin Cook Emma McKeon Leah Neale | Natație          | 4×200 m liber feminin          | 10 august |
| Argint  | Alexander Belonogoff Karsten Forsterling Cameron Girdlestone James McRae | Canotaj          | Patru vâsle (4×)               | 11 august |
| Argint  | Mitch Larkin | Natație          | 200 m spate masculin           | 11 august |
| Argint  | Josh Booth Josh Dunkley-Smith Alexander Hill Will Lockwood | Canotaj          | Patru rame fără cârmaci (4-)   | 12 august |
| Argint  | Jack Bobridge Alex Edmondson Michael Hepburn Sam Welsford | Ciclism          | Urmărire masculină pe echipe   | 12 august |
| Argint  | Cate Campbell Brittany Elmslie* Madeline Groves* Emma McKeon Taylor McKeown Emily Seebohm Madison Wilson*                                                                                | Natație          | 4×100 m mixt feminin           | 13 august |
| Argint  | Jason Waterhouse Lisa Darmanin | Navigație        | Nacra 17                       | 16 august |
| Argint  | Mathew Belcher William Ryan | Navigație        | 470 masculin                   | 18 august |
| Argint  | Nathan Outteridge Iain Jensen | Navigație        | 49er masculin                  | 18 august |
| Argint  | Jared Tallent | Atletism         | 50 km marș masculin            | 19 august |
| Bronz   | Alec Potts Ryan Tyack Taylor Worth | Tir cu arcul     | Echipe masculin                | 6 august  |
| Bronz   | Maddison Keeney Anabelle Smith | Sărituri în apă  | 3 m trambulină sincron feminin | 7 august  |
| Bronz   | Matthew Abood* Kyle Chalmers James Magnussen James Roberts Cameron McEvoy | Natație          | 4×100 m liber                  | 7 august  |
| Bronz   | Chris Burton Sam Griffiths Shane Rose Stuart Tinney | Echitație        | Întreceri pe echipe            | 9 august  |
| Bronz   | Emma McKeon | Natație          | 200 m liber                    | 9 august  |
| Bronz   | Jessica Fox | Caiac canoe      | K-1 slalom feminin             | 11 august |
| Bronz   | Dane Bird-Smith | Atletism         | 20 km marș masculin            | 12 august |
| Bronz   | Anna Meares | Ciclism          | Keirin feminin                 | 13 august |
| Bronz   | Kyle Chalmers Mitch Larkin Cameron McEvoy* David Morgan Jake Packard | Natație          | 4×100 m mixt masculin          | 13 august |
| Bronz   | Lachlan Tame Ken Wallace | Caiac canoe      | K-2 1000 m sprint masculin     | 18 august |

### Medalii după sport
| Sport            | Aur | Argint | Bronz | Total |
| Natație          | 3   | 4      | 3     | 10    |
| Navigație        | 1   | 3      | 0     | 4     |
| Canotaj          | 1   | 2      | 0     | 3     |
| Pentatlon modern | 1   | 0      | 0     | 1     |
| Rugby în VII     | 1   | 0      | 0     | 1     |
| Tir              | 1   | 0      | 0     | 1     |
| Atletism         | 0   | 1      | 1     | 2     |
| Ciclism          | 0   | 1      | 1     | 2     |
| Caiac canoe      | 0   | 0      | 2     | 2     |
| Tir              | 0   | 0      | 1     | 1     |
| Sărituri în apă  | 0   | 0      | 1     | 1     |
| Echitație        | 0   | 0      | 1     | 1     |
| Total            | 8   | 11     | 10    | 29    |

## Natație
| Sportiv                                                                    | Probă         | Calificări | Calificări | Semifinale   | Semifinale   | Finală       | Finală       |
| Sportiv                                                                    | Probă         | Timp       | Loc        | Timp         | Loc          | Timp         | Loc          |
| -------------------------------------------------------------------------- | ------------- | ---------- | ---------- | ------------ | ------------ | ------------ | ------------ |
| Emma McKeon                                                                | 100 m fluture | 57,33      | 9 C        | 56,81        | 2 C          | 57,05        | 7            |
| Madeline Groves                                                            | 100 m fluture | 58,17      | 17         | Nu a avansat | Nu a avansat | Nu a avansat | Nu a avansat |
| Keryn McMaster                                                             | 400 m mixt    | 4:37,33    | =10        | N/A          | N/A          | Nu a avansat | Nu a avansat |
| Blair Evans                                                                | 400 m mixt    | 4:38,91    | 16         | N/A          | N/A          | Nu a avansat | Nu a avansat |
| Emma McKeon Brittany Elmslie Bronte Campbell Cate Campbell Madison Wilson* | 4×100 m liber | 3:32,39    | 1 C        | N/A          | N/A          | 3:30,65 RM   | Aur          |

 •  A participat doar în calificări.
| Sportiv              | Probă            | Calificări | Calificări | Semifinale   | Semifinale   | Finală       | Finală       |
| Sportiv              | Probă            | Timp       | Loc        | Timp         | Loc          | Timp         | Loc          |
| -------------------- | ---------------- | ---------- | ---------- | ------------ | ------------ | ------------ | ------------ |
| Thomas Fraser-Holmes | 400 m mixt       | 4:12,51    | 6 C        | N/A          | N/A          | 4:11,90      | 6            |
| Travis Mahoney       | 400 m mixt       | 4:13,37    | 7 C        | N/A          | N/A          | 4:15,48      | 7            |
| Mack Horton          | 400 m stil liber | 3:43.84    | 2 C        | N/A          | N/A          | 3:41.55      |              |
| David McKeon         | 400 m stil liber | 3:44.68    | 5 C        | N/A          | N/A          | 3:45.28      | 7            |
| Jake Packard         | 100 m bras       | 59,26      | 6 C        | 59,48        | 9            | Nu a avansat | Nu a avansat |
| Joshua Palmer        | 100 m bras       | 1:01,13    | =30        | Nu a avansat | Nu a avansat | Nu a avansat | Nu a avansat |